# 1995–1996-os UEFA-bajnokok ligája
Az 1995–1996-os UEFA-bajnokok ligája a legrangosabb európai nemzetközi labdarúgókupa, mely jelenlegi nevén 4., jogelődjeivel együttvéve 41. alkalommal került kiírásra. A döntőnek a római Olimpiai Stadion adott otthont. A győztes a Juventus lett, története során 2. alkalommal, a döntőben a címvédő Ajaxot győzték le tizenegyesekkel.
Ez volt az első szezon, melyen már egy győzelem 3 pontot ért, a korábbi 2 ponttal szemben.

## Selejtezők
A selejtezőben 16 csapat vett részt. A párosítások győztesei a csoportkörbe jutottak. Az első mérkőzéseket 1995. augusztus 9-én, a visszavágókat augusztus 23-án játszották.
| 1. csapat       | Össz.Tooltip Aggregate score | 2. csapat        | 1. mérk. | 2. mérk. |
| --------------- | ---------------------------- | ---------------- | -------- | -------- |
| Casino Salzburg | 0–1                          | Steaua București | 0–0      | 0–1      |
| Grasshopper     | 2–1                          | Makkabi Tel-Aviv | 1–1      | 1–0      |
| Rangers         | 1–0                          | Anórthoszisz     | 1–0      | 0–0      |
| Legia Warszawa  | 3–1                          | IFK Göteborg     | 1–0      | 2–1      |
| Dinamo Kijiv    | 4–1                          | Aalborg BK       | 1–0      | 3–1      |
| Rosenborg       | 4–3                          | Beşiktaş         | 3–0      | 1–3      |
| Anderlecht      | 1–2                          | Ferencváros      | 0–1      | 1–1      |
| Panathinaikósz  | 1–1 (i.g.)                   | Hajduk Split     | 0–0      | 1–1      |

## Csoportkör
A csoportkörben 16 csapat vett részt. A csoportokban a csapatok körmérkőzéses, oda-visszavágós rendszerben mérkőztek meg egymással. A csoportok első két helyén záró csapat az egyenes kieséses szakaszba jutott, a harmadik és negyedik helyezettek kiestek.
A mérkőzéseket 1995. szeptember 13. és december 6. között játszották le.

### A csoport
| Hely. | Csapat         | M | Gy | D | V | G+ | G– | Gk | P  | Továbbjutás                                |     | PAN | NAN | POR | AAB |
| ----- | -------------- | - | -- | - | - | -- | -- | -- | -- | ------------------------------------------ | --- | --- | --- | --- | --- |
| 1.    | Panathinaikósz | 6 | 3  | 2 | 1 | 7  | 3  | +4 | 11 | Továbbjutott az egyenes kieséses szakaszba |     | —   | 3–1 | 0–0 | 2–0 |
| 2.    | Nantes         | 6 | 2  | 3 | 1 | 8  | 6  | +2 | 9  | Továbbjutott az egyenes kieséses szakaszba |     | 0–0 | —   | 0–0 | 3–1 |
| 3.    | FC Porto       | 6 | 1  | 4 | 1 | 6  | 5  | +1 | 7  |                                            |     | 0–1 | 2–2 | —   | 2–0 |
| 4.    | Aalborg BK     | 6 | 1  | 1 | 4 | 5  | 12 | −7 | 4  |                                            | 2–1 | 0–2 | 2–2 | —   |     |

### B csoport
| Hely. | Csapat           | M | Gy | D | V | G+ | G– | Gk  | P  | Továbbjutás                                |     | SPM | LEG | ROS | BLA |
| ----- | ---------------- | - | -- | - | - | -- | -- | --- | -- | ------------------------------------------ | --- | --- | --- | --- | --- |
| 1.    | Szpartak Moszkva | 6 | 6  | 0 | 0 | 15 | 4  | +11 | 18 | Továbbjutott az egyenes kieséses szakaszba |     | —   | 2–1 | 4–1 | 3–0 |
| 2.    | Legia Warszawa   | 6 | 2  | 1 | 3 | 5  | 8  | −3  | 7  | Továbbjutott az egyenes kieséses szakaszba |     | 0–1 | —   | 3–1 | 1–0 |
| 3.    | Rosenborg        | 6 | 2  | 0 | 4 | 11 | 16 | −5  | 6  |                                            |     | 2–4 | 4–0 | —   | 2–1 |
| 4.    | Blackburn Rovers | 6 | 1  | 1 | 4 | 5  | 8  | −3  | 4  |                                            | 0–1 | 0–0 | 4–1 | —   |     |

### C csoport
| Hely. | Csapat            | M | Gy | D | V | G+ | G– | Gk  | P  | Továbbjutás                                |     | JUV | DOR | STE | RAN |
| ----- | ----------------- | - | -- | - | - | -- | -- | --- | -- | ------------------------------------------ | --- | --- | --- | --- | --- |
| 1.    | Juventus          | 6 | 4  | 1 | 1 | 15 | 4  | +11 | 13 | Továbbjutott az egyenes kieséses szakaszba |     | —   | 1–2 | 3–0 | 4–1 |
| 2.    | Borussia Dortmund | 6 | 2  | 3 | 1 | 8  | 8  | 0   | 9  | Továbbjutott az egyenes kieséses szakaszba |     | 1–3 | —   | 1–0 | 2–2 |
| 3.    | Steaua București  | 6 | 1  | 3 | 2 | 2  | 5  | −3  | 6  |                                            |     | 0–0 | 0–0 | —   | 1–0 |
| 4.    | Rangers           | 6 | 0  | 3 | 3 | 6  | 14 | −8  | 3  |                                            | 0–4 | 2–2 | 1–1 | —   |     |

### D csoport
| Hely. | Csapat      | M | Gy | D | V | G+ | G– | Gk  | P  | Továbbjutás                                |     | AJX | RMA | FER | GRA |
| ----- | ----------- | - | -- | - | - | -- | -- | --- | -- | ------------------------------------------ | --- | --- | --- | --- | --- |
| 1.    | Ajax        | 6 | 5  | 1 | 0 | 15 | 1  | +14 | 16 | Továbbjutott az egyenes kieséses szakaszba |     | —   | 1–0 | 4–0 | 3–0 |
| 2.    | Real Madrid | 6 | 3  | 1 | 2 | 11 | 5  | +6  | 10 | Továbbjutott az egyenes kieséses szakaszba |     | 0–2 | —   | 6–1 | 2–0 |
| 3.    | Ferencváros | 6 | 1  | 2 | 3 | 9  | 19 | −10 | 5  |                                            |     | 1–5 | 1–1 | —   | 3–3 |
| 4.    | Grasshopper | 6 | 0  | 2 | 4 | 3  | 13 | −10 | 2  |                                            | 0–0 | 0–2 | 0–3 | —   |     |

## Egyenes kieséses szakasz
Az egyenes kieséses szakaszban az a nyolc csapat vett részt, amelyek a csoportkör során a saját csoportjuk első két helyének valamelyikén végeztek.
|  | Negyeddöntők      | Negyeddöntők      | Negyeddöntők   | Negyeddöntők   | Negyeddöntők |   |          | Elődöntők | Elődöntők | Elődöntők | Elődöntők | Elődöntők |  |  | Döntő | Döntő | Döntő |  |
|  |                   |                   |                |                |              |   |          |           |           |           |           |           |  |  |       |       |       |  |
|  | Borussia Dortmund | Borussia Dortmund | 0              | 0              | 0            |   |          |           |           |           |           |           |  |  |       |       |       |  |
|  | Borussia Dortmund | Borussia Dortmund | 0              | 0              | 0            |   |          |           |           |           |           |           |  |  |       |       |       |  |
|  | Ajax              | Ajax              | 2              | 1              | 3            |   |          |           |           |           |           |           |  |  |       |       |       |  |
|  | Ajax              | Ajax              | 2              | 1              | 3            |   | Ajax     | Ajax      | 0         | 3         | 3         |           |  |  |       |       |       |  |
|  |                   |                   |                |                |              |   | Ajax     | Ajax      | 0         | 3         | 3         |           |  |  |       |       |       |  |
|  |                   |                   | Panathinaikósz | Panathinaikósz | 1            | 0 | 1        |           |           |           |           |           |  |  |       |       |       |  |
|  | Legia Warszawa    | Legia Warszawa    | Panathinaikósz | Panathinaikósz | 1            | 0 | 1        | 0         | 0         | 0         |           |           |  |  |       |       |       |  |
|  | Legia Warszawa    | Legia Warszawa    |                |                |              |   |          |           |           | 0         |           |           |  |  |       |       |       |  |
|  | Panathinaikósz    | Panathinaikósz    | 0              | 3              | 3            |   |          |           |           |           |           |           |  |  |       |       |       |  |
|  | Panathinaikósz    | Panathinaikósz    | 0              | 3              | 3            |   | Ajax     | Ajax      | 1 (2)     |           |           |           |  |  |       |       |       |  |
|  |                   |                   |                |                |              |   |          |           |           |           |           |           |  |  |       |       |       |  |
|  |                   |                   | Juventus       | Juventus       | 1 (4)        |   |          |           |           |           |           |           |  |  |       |       |       |  |
|  | Real Madrid       | Real Madrid       | Juventus       | Juventus       | 1 (4)        | 1 | 0        | 1         |           |           |           |           |  |  |       |       |       |  |
|  | Real Madrid       | Real Madrid       |                |                |              |   |          | 1         |           |           |           |           |  |  |       |       |       |  |
|  | Juventus          | Juventus          | 0              | 2              | 2            |   |          |           |           |           |           |           |  |  |       |       |       |  |
|  | Juventus          | Juventus          | 0              | 2              | 2            |   | Juventus | Juventus  | 2         | 2         | 4         |           |  |  |       |       |       |  |
|  |                   |                   |                |                |              |   | Juventus | Juventus  | 2         | 2         | 4         |           |  |  |       |       |       |  |
|  |                   |                   | Nantes         | Nantes         | 0            | 3 | 3        |           |           |           |           |           |  |  |       |       |       |  |
|  | Nantes            | Nantes            | Nantes         | Nantes         | 0            | 3 | 3        | 2         | 2         | 4         |           |           |  |  |       |       |       |  |
|  | Nantes            | Nantes            |                |                |              |   |          |           |           | 4         |           |           |  |  |       |       |       |  |
|  | Szpartak Moszkva  | Szpartak Moszkva  | 0              | 2              | 2            |   |          |           |           |           |           |           |  |  |       |       |       |  |

### Negyeddöntők
Az első mérkőzéseket 1996. március 6-án, a visszavágókat március 20-án játszották.
| 1. csapat         | Össz.Tooltip Aggregate score | 2. csapat        | 1. mérk. | 2. mérk. |
| ----------------- | ---------------------------- | ---------------- | -------- | -------- |
| Real Madrid       | 1–2                          | Juventus         | 1–0      | 0–2      |
| Nantes            | 4–2                          | Szpartak Moszkva | 2–0      | 2–2      |
| Borussia Dortmund | 0–3                          | Ajax             | 0–2      | 0–1      |
| Legia Warszawa    | 0–3                          | Panathinaikósz   | 0–0      | 0–3      |

### Elődöntők
Az első mérkőzéseket 1996. április 3-án, a visszavágókat április 17-én játszották.
| 1. csapat | Össz.Tooltip Aggregate score | 2. csapat      | 1. mérk. | 2. mérk. |
| --------- | ---------------------------- | -------------- | -------- | -------- |
| Juventus  | 4–3                          | Nantes         | 2–0      | 2–3      |
| Ajax      | 3–1                          | Panathinaikósz | 0–1      | 3–0      |

### Döntő
| 1996. május 22. 20:30 |

| Ajax                            | 1–1 (h. u.)                 | Juventus                          |
| ------------------------------- | --------------------------- | --------------------------------- |
| Litmanen 40'                    | (1–1, 1–1, 1–1) Jegyzőkönyv | Ravanelli 12'                     |
| Büntetőpárbaj                   |                             |                                   |
| Davids Litmanen Scholten Silooy | 2–4                         | Ferrara Pessotto Padovano Jugović |

| Olimpiai Stadion, Róma Nézőszám: 67 000 Játékvezető: Manuel Díaz Vega (spanyol) |

| Az 1995–1996-os UEFA-bajnokok ligája győztese |
| --------------------------------------------- |
| Juventus 2. cím                               |